# دانيال تشستر فرانتش
دانيال تشستر فرانتش (بالإنجليزية: Daniel Chester French) (20 أبريل 1850 - 7 أكتوبر 1931) يعتبر واحد من النحاتين الأمريكيين المشهورين من أواخر القرن التاسع عشر وأوائل القرن العشرين، من تصاميه تمثال أبراهام لينكولن (1920) في نصب لينكولن التذكاري في واشنطن العاصمة.

### بداية مسيرته المهنية
انتقلت سنة 1867 عائلة فرينش لبلدة  كونكورد، ورغم رسوبه في فصلين بمعهد ماساتشوستس للتقنية، إلا أنه وجد موهبته في النحت، حيث درس تشكيل الطين مع الفنانة أبيجايل الكوت، و في سنة 1870، أضحى لمدة وجيزة، متمرن لدى النحات جون كوينسي أدامز وارد بنيويورك، ثم درس الرسم ببوسطن لدى ويليام موريس هانت، و التشريح مع وليام ريمر، بعد ذلك، اشتغل فرينش مابين سنتي 1874 و 1876 بفلورنسا، باستوديو النحات الأمريكي توماس بال.

## روابط خارجية
- دانيال تشستر فرانتش على موقع الموسوعة البريطانية (الإنجليزية)
- دانيال تشستر فرانتش على موقع إن إن دي بي (الإنجليزية)

- دانيال تشستر فرانتش